# Cratere Capuano

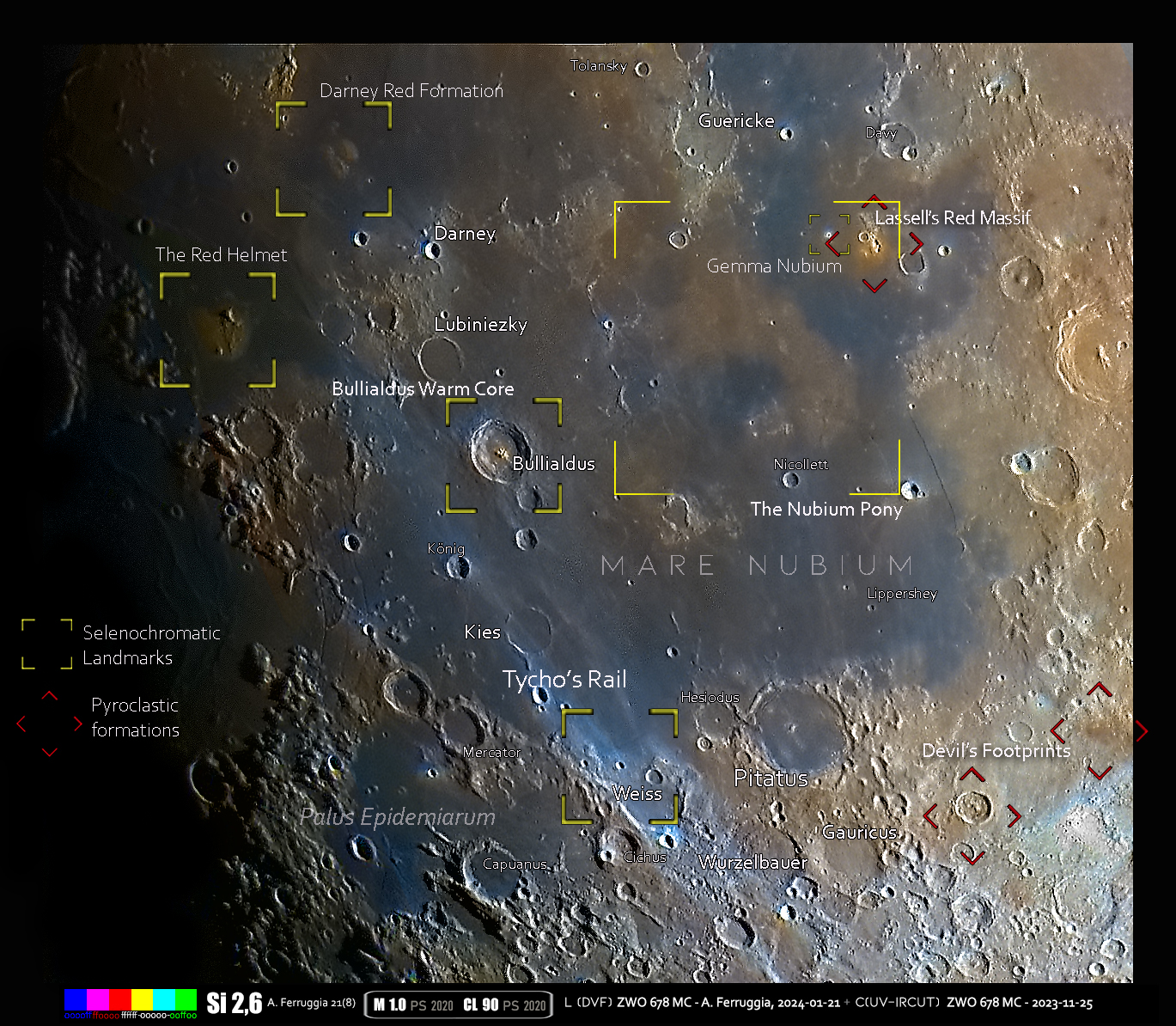
Immagine selenocromatica dell'area del cratere

Capuano, ufficialmente Capuanus, è un cratere lunare di 59,69 km situato nella parte sud-occidentale della faccia visibile della Luna, situato lungo il margine meridionale della Palus Epidemiarum.
Il bordo esterno è eroso e costellato da crateri minori, con indentature a nord, ovest e a sud. Il pianoro interno è stato ricoperto da lava basaltica, ed è collegato con il mare circostante attraverso una stretta spaccatura scavata da un impatto nel bordo settentrionale. Il pianoro è notevole per la presenza di numerosi duomi, di probabile origine vulcanica.
Il bordo raggiunge la massima altezza nella zona occidentale, dove si unisce con le creste al margine del vicino mare. Nella zona a nord-est, il bordo scende fino a lambire quasi la superficie, riducendosi ad una increspatura. Il bordo sudorientale è parzialmente coperto da un paio di piccoli crateri.
A nord del cratere Capuano si trovano le estreme propaggini occidentali di una grande rima, chiamata Rima Hesiodus, che prosegue verso est-nord-est. Ad ovest-nord-ovest si trova il cratere Ramsden, e tra le due formazioni c'è un sistema di rima intersecantesi chiamate Rimae Ramsden.
Il cratere è dedicato all'astronomo e teologo italiano Francesco Capuano Di Manfredonia.

## Crateri correlati
Alcuni crateri minori situati in prossimità di Capuanus sono convenzionalmente identificati, sulle mappe lunari, attraverso una lettera associata al nome.
| Capuanus | Coordinate            | Diametro (in km) |
| -------- | --------------------- | ---------------- |
| A        | 34°41′24″S 25°42′00″W | 12,98            |
| B        | 34°19′12″S 27°43′48″W | 10,79            |
| C        | 34°52′48″S 25°18′36″W | 10,31            |
| D        | 36°26′24″S 26°19′12″W | 20,99            |
| E        | 37°32′24″S 27°10′12″W | 28,37            |
| F        | 36°58′12″S 26°42′36″W | 6,97             |
| H        | 39°24′00″S 27°16′12″W | 4,4              |
| K        | 37°54′36″S 26°33′36″W | 8,15             |
| L        | 38°20′24″S 26°24′36″W | 11,45            |
| M        | 37°30′00″S 25°40′48″W | 6,37             |
| P        | 35°26′24″S 28°35′24″W | 68,52            |